# Primera División Unificada de Lima y Callao 1936
La Primera División Unificada de las Ligas de Lima y Callao fue el campeonato de ascenso que se jugó en 1936. Fue la segunda categoría en los torneos en Perú en ese año y otorgó dos ascensos a la temporada de Primera División del Perú de 1937.
El torneo participaron doce equipos, seis de Lima y seis del Callao. Los equipos limeños provenían de la Primera B 1935 (excepto el campeón Sporting Tabaco) además de los ascendidos de la División Intermedia 1935 de su liga. En el caso de los equipos chalacos, provenían de la Primera División 1935 de la Liga del Callao (excepto el campeón Atlético Chalaco y el subcampeón Telmo Carbajo) y los ascendidos desde la División Intermedia 1935 de esa liga.
El campeón del torneo fue Deportivo Municipal y el subcampeón fue Sportivo Melgar, quienes lograron el ascenso a la División de Honor 1937. El resto de equipos pasó a jugar el campeonato de Primera de 1937 de su respectiva liga de origen.

## Formato
El torneo se jugó a una sola rueda en el sistema de todos contra todos y se otorgaba tres puntos por partido ganado, dos puntos por partido empatado y un punto por partido perdido. G: 3, E: 2, P: 1, walkover: 0.

## Equipos participantes
| Club                 | Ciudad | Procedencia                      |
| -------------------- | ------ | -------------------------------- |
| Atlético Córdoba     | Lima   | Campeón Intermedia de Lima       |
| Atlético Excelsior   | Callao | Primera División del Callao      |
| Ciclista Lima        | Lima   | Primera B                        |
| Deportivo Municipal  | Lima   | Subcampeón Intermedia de Lima    |
| Jorge Chávez         | Callao | Primera División del Callao      |
| Porteño              | Callao | Primera División del Callao      |
| Progresista Apurímac | Callao | Campeón Intermedia del Callao    |
| Sport Progreso       | Lima   | Primera B                        |
| Sportivo Melgar      | Lima   | Primera B                        |
| Unión Buenos Aires   | Callao | Primera División del Callao      |
| Unión Carbone        | Lima   | Primera B                        |
| White Star           | Callao | Subcampeón Intermedia del Callao |

## Desarrollo
El campeonato tomaba en consideración dos torneos, el de Primeros Equipos y de Reservas, que se jugaban simultáneamente. Al final del campeonato se proclamaban tres títulos; un título principal, el Absoluto, y dos secundarios, el de Primeros Equipos y el de Reservas. El campeón absoluto sería el que tenga más puntos en la tabla general, que tomaba en cuenta los puntos del torneo de Primeros Equipos y el 25% de puntos del torneo de Reservas.
En la última fecha, 20 de septiembre de 1936, el Deportivo Municipal venció al Ciclista Lima por un marcador de 1:0 por el Torneo de Primeros Equipos. Con este resultado, el primer lugar del Torneo de Primeros Equipos quedó empatado en puntos, por lo que el Deportivo Municipal y Atlético Córdoba disputaron un partido extra para definir el campeón de este torneo, con victoria de este último por marcador de 2:1. 
Finalmente, Deportivo Municipal y Sportivo Melgar fueron declarados campeón absoluto y subcampeón absoluto respectivamente, logrando el ascenso a la Primera División de 1937.
- Deportivo Municipal fue declarado campeón absoluto de la Primera División Unificada de las Ligas de Lima y Callao
- Atlético Córdoba fue declarado campeón de primeros equipos de la Primera División Unificada de las Ligas de Lima y Callao
- Deportivo Municipal fue declarado campeón de reservas de la Primera División Unificada de las Ligas de Lima y Callao.

## Tabla de posiciones

### Primeros Equipos
| Pos. | Club                | PJ | PTS |
| ---- | ------------------- | -- | --- |
| 1    | Deportivo Municipal | 11 | 28  |
| 2    | Atlético Córdoba    | 11 | 28  |
| 3    | Sportivo Melgar     | 11 | 27  |

- Al igualar en puntos, Deportivo Municipal y Atlético Córdoba desempataron el torneo en un partido extra.[2]

|  | Campeón de Primeros Equipos |

### Equipos de Reserva
| Pos. | Club                | PJ | PTS |
| ---- | ------------------- | -- | --- |
| 1    | Deportivo Municipal | 11 | 30  |
| 2    | Sportivo Melgar     | 11 | 26  |
| 3    | Atlético Córdoba    | 11 | 21  |

|  | Campeón de Reservas |

### Tabla Absoluta
| Pos. | Club                 | PJ | TOTAL(*) |
| ---- | -------------------- | -- | -------- |
| 1    | Deportivo Municipal  | 11 | 35.5     |
| 2    | Sportivo Melgar      | 11 | 33.5     |
| 3    | Atlético Córdoba     | 11 | 33.25    |
| 4    | Unión Buenos Aires   | 11 | 30.5     |
| 5    | Ciclista Lima        | 11 | 28.5     |
| 6    | Sport Progreso       | 11 | 27.5     |
| 7    | White Star           | 11 | 26.25    |
| 8    | Progresista Apurímac | 11 | 26       |
| 9    | Atlético Excelsior   | 11 | 25.75    |
| 10   | Jorge Chávez         | 11 | 24       |
| 11   | Unión Carbone        | 11 | 22       |
| 12   | Porteño              | 11 | 16.5     |

- (*) Puntos del Torneo de Primeros Equipos más 25% de puntos del Torneo de Reserva .[5]

|  | Campeón absoluto y ascenso a la División de Honor 1937    |
|  | Subcampeón absoluto y ascenso a la División de Honor 1937 |
| Perú                                                  |
| Campeón                                               |
| Deportivo Municipal Asciende a División de Honor 1937 |

## Desempate
| Partido de desempate por el Torneo de Primeros Equipos; | Deportivo Municipal | 1:2     | Atlético Córdoba | Estadio Nacional, Lima |  |
|                                                         |                     | Reporte |                  |                        |  |